# Wzlot i upadek Ikara Gubelkjana
Wzlot i upadek Ikara Gubelkiana (oryg. serb. Uspenje i sunovrat Ikara Gubelkijana) – mikropowieść serbskiego pisarza Borislava Pekicia, opublikowana w 1975. Polski przekład powieści, dokonany przez Elżbietę Kwaśniewską, opublikowało wydawnictwo Czytelnik w 1980.
Bohaterem utworu jest mistrz w łyżwiarstwie figurowym, który podczas okupacji niemieckiej, chce za pomocą sztuki łyżwiarskiej rozpalić w narodzie ducha oporu przeciw najeźdźcom. Plan niweczy upadek podczas pokazu, który publiczność odbiera jako zamierzony. Pekić zadedykował swoją powieść Filipowi Davidowi. 